# زیردریایی یو-۳۳۳
زیردریایی یو-۳۳۳ (به انگلیسی: German submarine U-333) یک زیردریایی بود که طول آن ۶۷٫۱ متر (۲۲۰ فوت ۲ اینچ) بود. این زیردریایی در سال ۱۹۴۱ ساخته شد.